# Dead and Company
Dead & Company est un groupe de rock américain. Il est formé, entre autres, par d'anciens membres du Grateful Dead.

## Biographie
John Mayer s'est trouvé intéressé dans la musique de Grateful Dead et après une rencontre avec Bob Weir, ils ont décidé de jouer ensemble, Mayer se rappelle avoir écouté en 2011 Pandora Radio sur laquelle était diffusée le morceau Althea des Grateful Dead, et souhaitait en faire un genre.
En février 2015, alors que Mayer est animateur invité du Late Late Show en Irlande, il invite le guitariste des Grateful Dead, Bob Weir, à le rejoindre pour une performance en studio,. Phil Lesh, le bassiste des Grateful Dead, décline son invitation,. Mike Gordon de Phish qui auditionnera brièvement comme bassiste partira pour se consacrer à d'autres projets.
Dead and Company annonce initialement une seule date de concert le 31 octobre 2015 au Madison Square Garden de New York, mais annonce finalement une tournée intégrale peu de temps après. Les concerts sont considérés « magiques » (Billboard) et la tournée est très bien accueillie.
Après leur dernière performance du 31 décembre 2015, John Mayer annonce d'autres concerts des Dead and Company en 2016 et ils sont confirmés par Bob Weir par la suite. Le groupe ne confirme d'abord qu'une date pour 2016 au Bonnaroo Music Festival, mais annonce finalement une tournée intégrale pour l'été 2016,. Le 18 février 2016, le groupe joue au Tonight Show with Jimmy Fallon en soutien à leur tournée.
En 2016, Mayer et Weir expriment leur optimisme quant au futur du groupe, et annoncent une possible sortie d'un album. Pendant leur première performance au Bonnaroo, Dead and Company joue avec l'ex-vocaliste des Grateful Dead, Donna Jean Godchaux, sur plusieurs morceaux. Elle rejoint encore le groupe au Citi Field de Flushing, à New York, les 25 et 26 juin 2016, et au Fenway Park de Boston, dans le Massachusetts les 15 et 16 juillet 2016. Le 1er décembre 2016, Dead and Company annoncent officiellement une tournée 2017. Le 7 septembre 2017, Dead and Company annonce une tournée à la fin 2017.
Le 1er février 2024, le groupe annonce une série de concerts en résidence à The Sphere à Las Vegas du 16 mai au 22 juin 2024.

## Membres
- Mickey Hart – batterie, percussions
- Bill Kreutzmann – batterie
- John Mayer – guitare solo, chœurs
- Bob Weir – guitare rythmique, chœurs
- Oteil Burbridge – basse, percussions, chœurs
- Jeff Chimenti – claviers, chœurs